# AIDC XC-2
Dimensions
L'AIDC XC-2 était un prototype d'avion de transport civil taïwanais. Il fut conçu par Aerospace Industrial Development Corporation (en).
Il n'y eut qu'un seul prototype, présenté en 1978, qui effectua son premier vol avec un contretemps à la suite d'un accident le 26 février 1979.
C'était un monoplan à ailes hautes propulsé par deux turbopropulseurs. Le train d'atterrissage principal se logeait dans des carénages situés de chaque côté du fuselage, optimisant ainsi l'espace intérieur.
L'appareil ne fut jamais produit en série.